# Чистяков, Николай Иванович
Николай Иванович Чистяков (29 июня 1931 года-?) — проходчик управления начальника работ № 304 треста «Спецтоннельстрой» Главленинградинжстроя Ленинградского городского Совета депутатов трудящихся. Герой Социалистического Труда (1971).

## Биография
Родился в 1931 году в крестьянской семье в одном из сельских населённых пунктов Ярославской области. В 1947 году по комсомольской путёвке отправился в Ленинград для строительства различных городских объектов.
Окончил школу фабрично-заводского обучения, после которой работал в конторе щитовых проходок Управления начальника работ № 304 (УНР — 304) треста «Спецтоннельстрой». Трудился разнорабочим, бетонщиком, откатчиком вагонеток, машинистом щита, изолировщиком при строительстве первого в Ленинграде тоннельного коллектора. В последующие годы строил коллекторы вдоль Обводного канала, под проспектом Обуховской обороны, на Васильевском острове, Петергофском шоссе и на Петроградской стороне.
Добился выдающихся трудовых результатов. Досрочно выполнил личные социалистические обязательства и плановые производственные задания Восьмой пятилетки (1966—1970). Удостоен звания Героя Социалистического Труда неопубликованным Указом Президиума Верховного Совета СССР от 25 марта 1971 года «за выдающиеся производственные успехи в выполнении заданий пятилетнего плана» с вручением ордена Ленина и золотой медали Серп и Молот.
После выхода на пенсию продолжал трудиться. Работал при строительстве помехозащищённой лаборатории для хранения эталонов мер и весов Института метрологии имени Д. И. Менделеева в Ломоносове.
Избирался членом Октябрьского райкома КПСС в Ленинграде.
Проживал в Санкт-Петербурге.
Награды и звания
- Герой Социалистического Труда
- Орден Ленина
- Орден Трудового Красного Знамени (19.03.1981).